# Status symbol

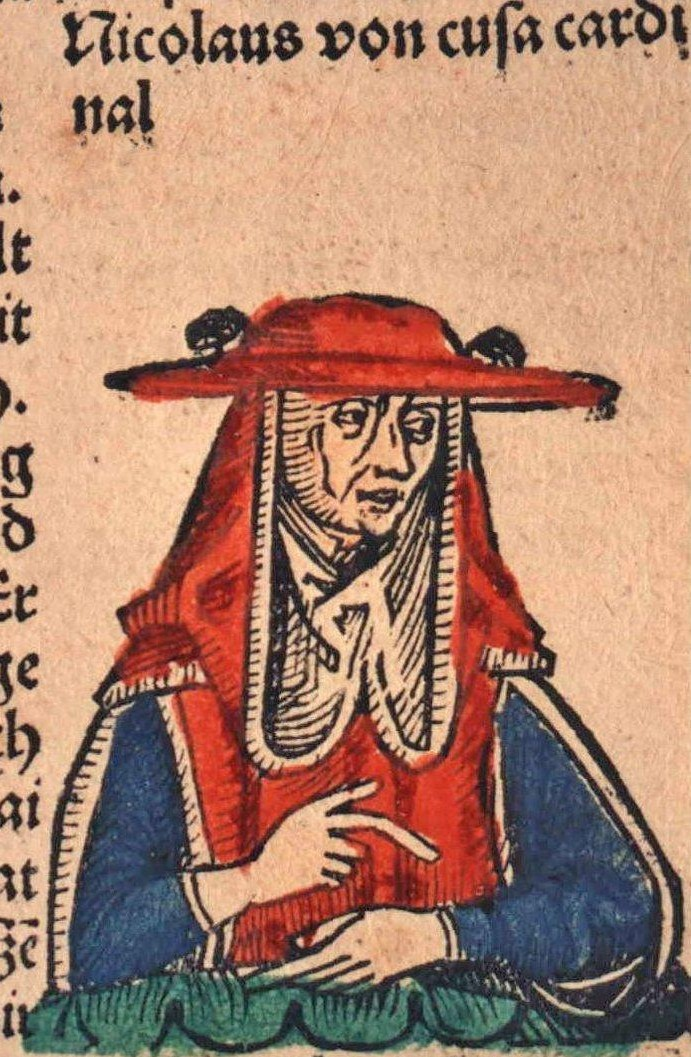
El Capelo es un símbolo del estatus eclesiástico.

Un status symbol (símbolo de estatus, en castellano) es un símbolo visible y externo de la posición social de una persona, un indicador de estatus económico o social. Muchos artículos de lujo se consideran a menudo símbolos de estatus. El status symbol es también un término sociológico relacionado con la forma en que los individuos y los grupos interactúan e interpretan diversos símbolos culturales.
El término status symbol apareció por primera vez en inglés en 1955, pero fue a partir de 1959 con la publicación del bestseller The Status Seekers cuando se generalizó su uso. En el libro el periodista Vance Packard describe la estrategia y el comportamiento social en los Estados Unidos de América.

## Por región y época
Cuando las personas aspiran a un estatus alto, a menudo buscan también sus símbolos. Al igual que con otros símbolos, los símbolos de estatus pueden cambiar de valor o significado con el tiempo, y diferirán entre países y regiones culturales, en función de su economía y tecnología. Por ejemplo, antes de la invención de la imprenta, la posesión de una gran colección de libros copiados a mano laboriosamente era un símbolo de riqueza y erudición.
En algunas culturas antiguas del Este de Asia, las perlas y el jade eran importantes símbolos de estatus, reservados exclusivamente para la realeza. Exclusiones legales similares se aplicaban a la toga y sus variantes en la antigua Roma, y al algodón en el Imperio Azteca. Los colores especiales, como el amarillo imperial (en China) o el púrpura real (en la antigua Roma) estaban reservados para la realeza, con severas sanciones para quienes los exhibieran sin autorización. Otro símbolo de estatus común del pasado medieval europeo era la heráldica, una exhibición del apellido y la historia de la familia.
También la lengua puede constituir un status symbol en situaciones de diglosia, como en el caso del conflicto lingüístico valenciano.

## Reconocimiento social
Los símbolos de estatus también indican los valores culturales de una sociedad o de una subcultura. Por ejemplo, en una sociedad comercial, tener dinero o riqueza y cosas que se pueden comprar con riqueza, como automóviles, casas o ropa fina, se consideran status symbols. Cuando se respeta a los guerreros, una cicatriz puede representar honor o coraje. Entre los intelectuales, poder pensar de manera inteligente y educada es un status symbol importante, independientemente de las posesiones materiales. En los círculos académicos, una larga lista de publicaciones y un puesto fijo en una universidad o instituto de investigación prestigioso son una marca de alto estatus. Se ha especulado que los primeros alimentos que se domesticaron fueron alimentos de lujo que se usaban para consolidar el lugar de una persona como «persona rica».
Un uniforme simboliza la pertenencia a una organización y puede mostrar insignias adicionales de rango, especialidad, antigüedad y otros detalles del estatus del portador dentro de la organización. Un estado puede otorgar condecoraciones, medallas o insignias que puedan mostrar que el portador tiene un estatus heroico u oficial. En las ceremonias de graduación se suelen usar indumentarias académicas con códigos de colores elaborados que indican el rango académico y la especialidad.
En muchas culturas de todo el mundo, se utilizan ampliamente diversos marcadores visuales del estado civil. Los rituales de mayoría de edad y otros ritos de paso pueden implicar la concesión y exhibición de símbolos de un nuevo estatus. Los códigos de vestimenta pueden especificar quién debe usar determinados tipos o estilos de ropa, y cuándo y dónde se exhiben prendas específicas.